# 南埃斯佩兰萨
南埃斯佩兰萨是巴西南大河州的一个市镇。总面积148.381平方公里，总人口3445人，人口密度23.2人/平方公里。